# John Byron (officier)

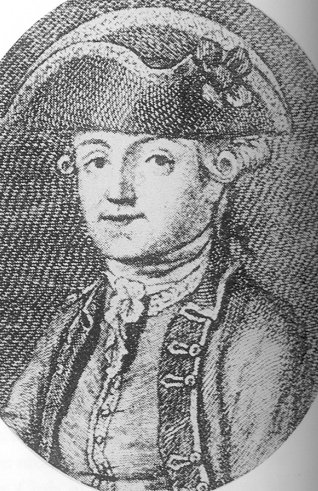
John Byron

John Byron (7 février 1756 - 2 août 1791) est un officier et écrivain de l'armée britannique, mieux connu comme le père du poète Lord Byron.

## Biographie
Byron est le fils du vice-amiral John Byron et de Sophia Trevanion et petit-fils de William Byron (4e baron Byron) de Rochdale. Il fait ses études à la Westminster School. 
Il gagne le grade de capitaine dans les Coldstream Guards. Le capitaine John Byron a également le surnom de « Mad Jack ». 

## Famille
En 1778, il s'enfuit avec Amelia Osborne, marquise de Carmarthen, fille de Robert Darcy (4e comte d'Holderness), en Europe et ils se marient après qu'elle a obtenu le divorce de son mari le marquis de Carmarthen, qui en 1789 devient Francis Osborne (5e duc de Leeds). Byron épouse Amelia le 1er juin 1779 à Londres et a une fille, Augusta Maria Byron. Amelia Osborne est décédée en 1784. 
Byron épouse ensuite Catherine Gordon, héritière de Gight dans l'Aberdeenshire, en Écosse, fille de George Gordon et Catherine Innes, le 12 mai 1785. Elle est la mère de George Gordon Byron, qui devient le 6e baron Byron. Afin de réclamer la succession de sa femme en Écosse, le capitaine Byron prend le nom de famille Gordon. Après avoir gaspillé la majeure partie de sa fortune et l'avoir abandonnée, Mme Byron emmène son fils à Aberdeen, en Écosse, où ils vivent dans des logements avec un maigre revenu. 
"Mad Jack" est décédé en 1791 à 35 ans, à Valenciennes. Plus tard, Lord Byron dirait à des amis que son père s'était coupé la gorge. Il est plus probable qu'il soit mort de tuberculose.